# Loxostege farsalis
Loxostege farsalis là một loài bướm đêm trong họ Crambidae.